# Marina Kumysh
Marina Yevgenyevna Kumysh (em russo:  Марина Евгеньевна Кумыш; Moscou, 27 de dezembro de 1964) é uma ex-jogadora de voleibol da Rússia que competiu pela União Soviética nos Jogos Olímpicos de 1988.
Em 1988, ela fez parte da equipe soviética que conquistou a medalha de ouro no torneio olímpico, no qual atuou em uma partida.